# NOFV-Oberliga
La NOFV-Oberliga es una de las ligas que conforman la Oberliga, la quinta división del fútbol alemán.

## Historia
Fue creada en el año 1990 tras la caída del Muro de Berlín y es la sucesora de la desaparecida DDR-Oberliga de la Alemania Democrática, aunque lo hace como una liga de quinta división.
La liga la conforman los equipos de la región que correspondía a la desaparecida Alemania Democrática al este de Alemania. La liga está dividida en dos grupos: Norte y Sur, aunque también contó con una liga en el centro que estuvo entre 1991 y 1994.
En su primera temporada el FC Hansa Rostock se convirtió en el primer campeón de liga, adquiriendo rápidamente el estatus de equipo de Bundesliga para la siguiente temporada.

### 1994/2007
Cuando retornó la Regionalliga ahora como una liga de tercera división, la Oberliga descendió un nivel, desapareciendo el grupo central y como una liga aficionada, los campeones de cada uno de los dos grupos restantes lograban el ascenso directo a la Regionalliga, eso hasta la temporada 1999/2000 al reducirse las Regionalligas de 4 a 2, lo que les haciá jugar un playoff por el ascenso.

### Reformas del 2008
Al aparecer la 3. Bundesliga en 2008, todas las ligas por debajo de ella descendieron un nivel como la Oberliga, ahora como quinta división, ascendiendo los tres primeros lugares de la temporada a la Regionalliga más el cuarto lugar mediante un playoff.

## Ascensos 1991-2007
- 1991–92: Norte: Berliner FC Dynamo – Central: 1. FC Union Berlin – Sur: FSV Zwickau
- 1992–93: Norte: Tennis Borussia Berlin (ascendido) – Central: 1. FC Union Berlin – Sur: FC Sachsen Leipzig
- 1993–94: Norte: BSV Brandenburg – Central: 1. FC Union Berlin – Sur: FSV Zwickau (ascendido)
- 1994–95: FSV Velten (Norte) y Wacker Nordhausen (Sur)
- 1995–96: SC Charlottenburg (Norte) y VFC Plauen (Sur)
- 1996–97: SV Babelsberg 03 (Norte) y 1. FC Magdeburg (Sur)
- 1997–98: SD Croatia Berlin (Norte) y Dresdner SC (Sur)
- 1998–99: Hertha de Berlín II (Norte) y VfL Halle 1896 (Sur)
- 1999–00: No hubo descensos por las reformas a la Regionalliga
- 2000–01: 1. FC Magdeburg (Sur)
- 2001–02: Dinamo Dresde (Sur)
- 2002–03: FC Sachsen Leipzig (Sur)
- 2003–04: Hertha de Berlín II (Norte)
- 2004–05: FC Carl Zeiss Jena (Sur)
- 2005–06: 1. FC Union Berlin (Norte) y 1. FC Magdeburg (Sur)
- 2006–07: SV Babelsberg 03 (Norte) y FC Energie Cottbus II (Sur)